# Мосфильмовская улица
Мосфи́льмовская у́лица — улица в Западном административном округе города Москвы в районе Раменки. Проходит от улицы Косыгина и Воробьёвского шоссе параллельно Мичуринскому проспекту за Ломоносовский проспект.
Слева примыкают Университетский и Ломоносовский проспекты; справа — улицы Пудовкина, Пырьева, 2-й Мосфильмовский переулок, улицы Улофа Пальме и Минская. Нумерация домов ведётся от Воробьёвского шоссе.

## Происхождение названия
Название появилось в 1939 году по киностудии Мосфильм, к которой вела улица. Первые годы существования называлась также Улица Мосфильм. Называлась также Улица Потылиха. Название Мосфильмовская было официально утверждено 25 января 1952 года.

## История
В XVII веке в местности, по которой проходит улица, располагалось село Троицкое-Голенищево (другое название — Голенищево-Кутузово), где находилось загородное поместье Кутузовых. Сохранился храм Живоначальной Троицы (1644—1645 годы).
Первоначально улица заканчивалась у села Троицкое-Голенищево, находившегося тогда за пределами городской территории, и продолжалась в селе улицей Кипя́тка. В конце 1940-х годов застройка велась небольшими двухэтажными домами, большинство из которых снесено. Первые многоэтажные дома были построены в 1956—1957 годах между улицами Пудовкина и Пырьева.
В 1959 году улица была продлена через Голенищевский овраг до Ломоносовского проспекта, а в 1960 году по ней был пущен троллейбус. В 1959—1960 годах была застроена левая часть улицы между Университетским и Ломоносовским проспектами. К началу 1970-х все дома бывшего села были снесены. В 1970—1980-е на правой стороне Мосфильмовской улицы, от Голенищевского оврага до Ломоносовского проспекта, и прилегающих улицах (ул. Улофа Пальме, ул. Дружбы) были построены посольства различных государств (см. ниже).
В последнее время начались работы по продлению улицы через территорию промышленной зоны за дома 80 и 51 в сторону Винницкой улицы с расчётом её дальнейшего продления и соединения с Озёрной улицей. По состоянию на 2011 год большая часть промышленной зоны по левой стороне улицы ликвидирована, ведётся застройка новыми жилыми домами.

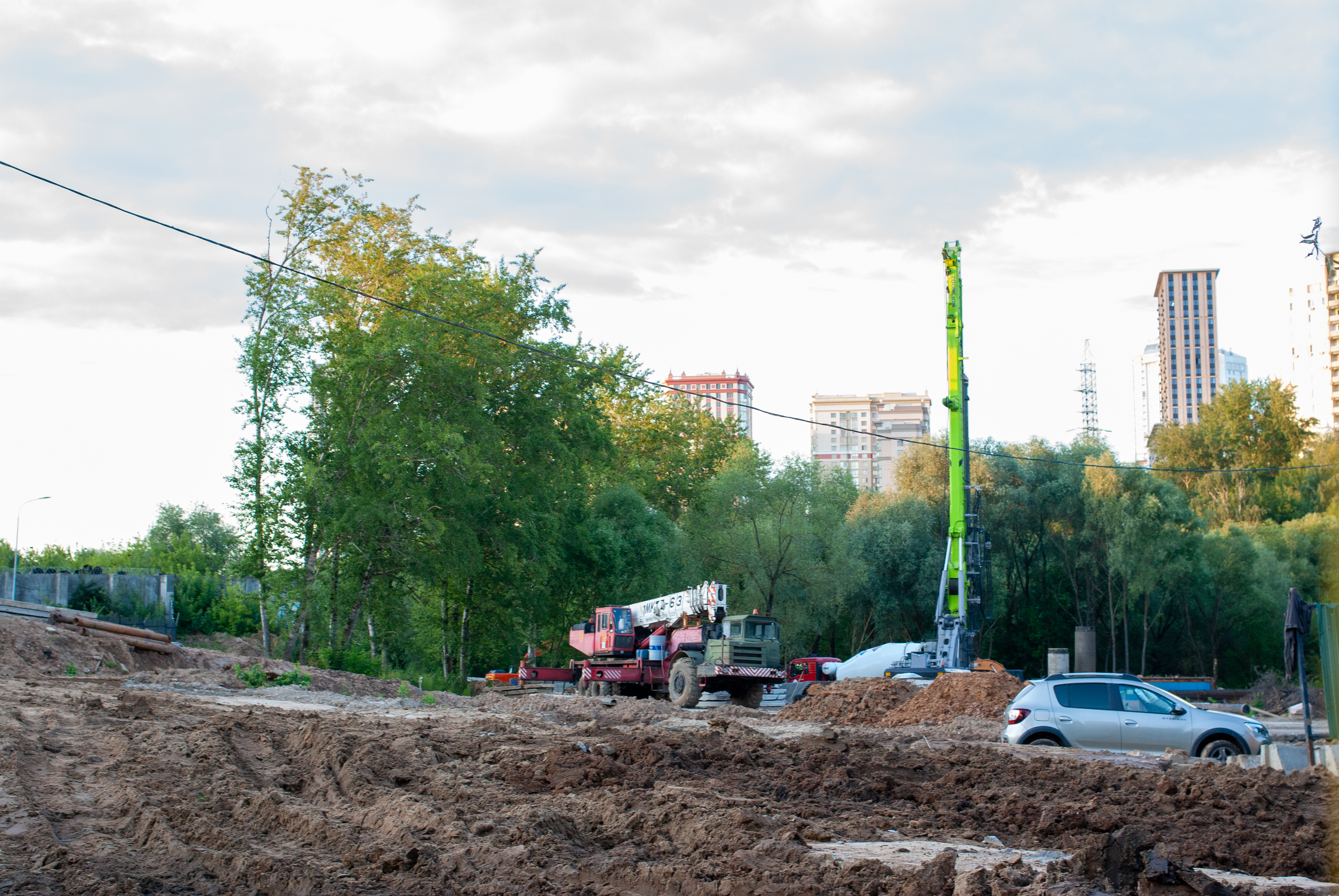
Стройплощадка моста через реку Раменку (2023)

В 2022 началось строительство продления Мосфильмовской улицы к станции Аминьевская с мостом через реку Раменку.

## Примечательные здания и сооружения
По нечётной стороне:

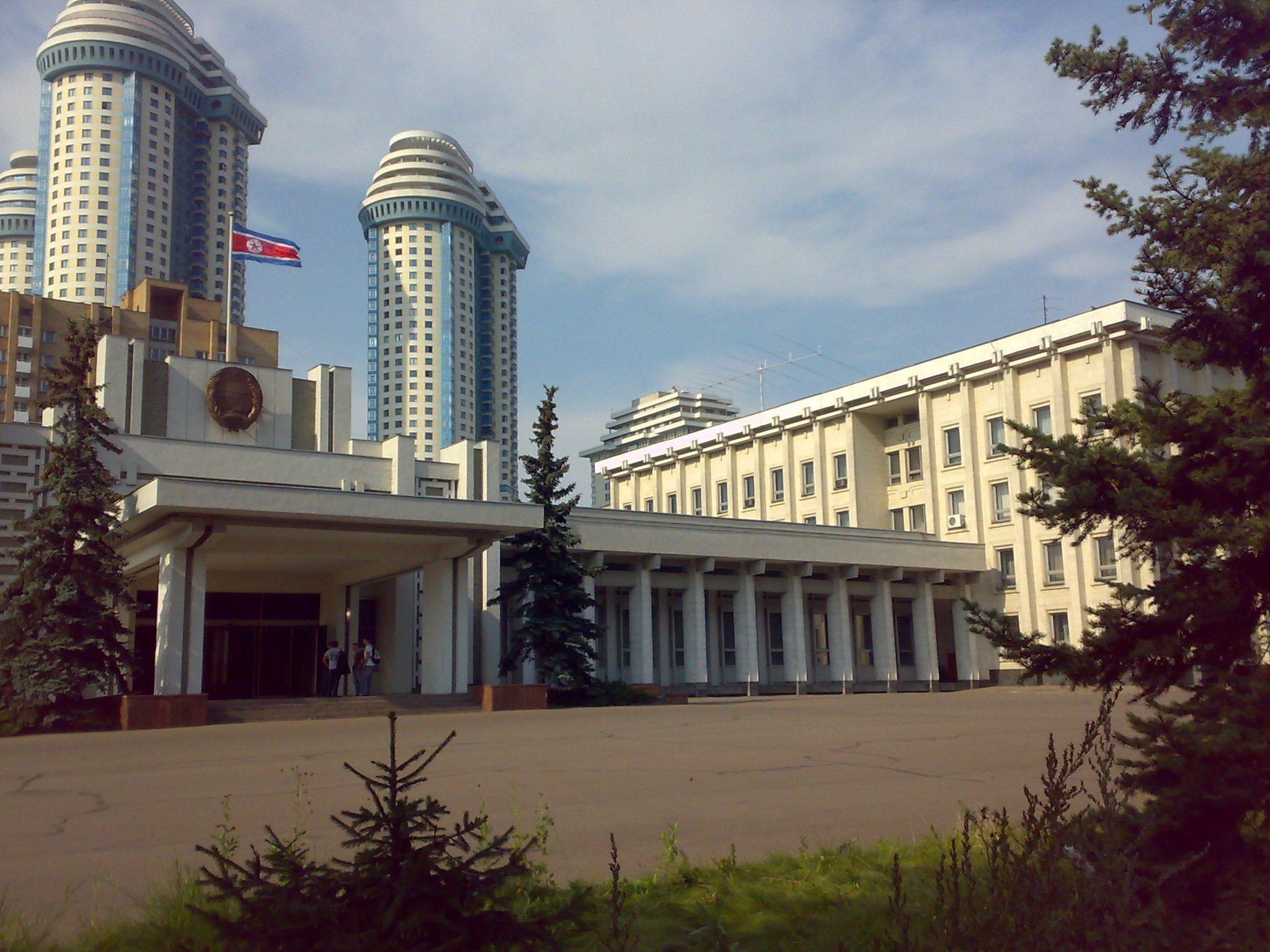
Посольство КНДР

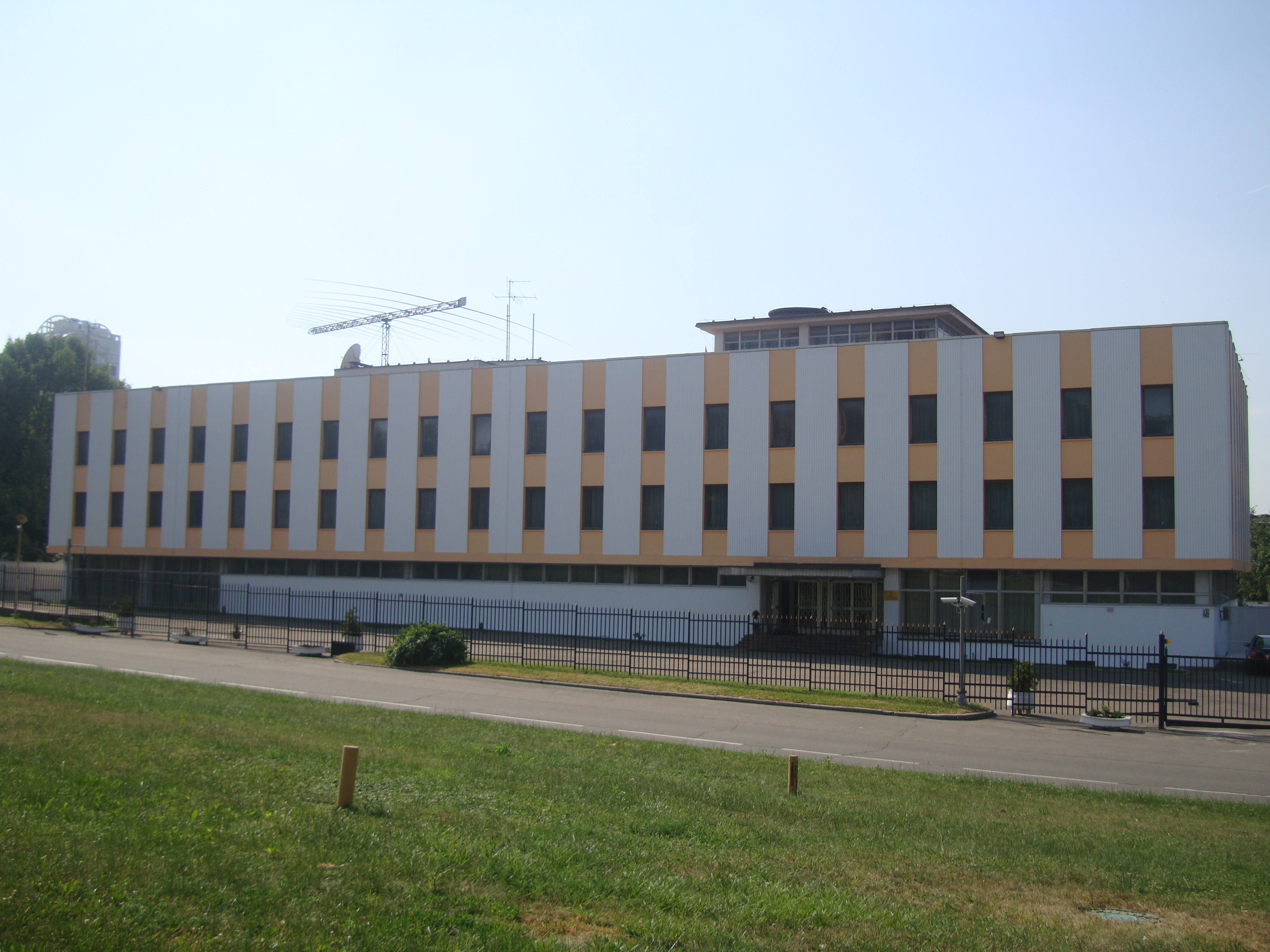
Посольство Сербии

- № 1 — Киноателье фабрики «Совкино» (1928—1934, архитекторы Е. Ю. Брокман, В. И. Воинов)[7], ныне — киностудия «Мосфильм»
  - Киновидеообъединение «Крупный план»
- № 11, корп. 2 — дом для высшего генералитета, в частности, здесь жил военачальник, Маршал Советского Союза В. И. Петров
- № 11, корп. 3 — жилой дом. Здесь в 1972—1990 годах жил военный лётчик, Герой Советского Союза С. И. Харламов[8]
- № 11, корп. 4 — дом для высшего генералитета, в частности, здесь жил военачальник, адмирал Н. Н. Смирнов[9]
- № 17 — Жилой дом. Здесь в 1965—1978 годах жил писатель Кир Булычёв[10]
- № 35 — Институт международных экономических связей и компания «Машиноимпорт»

По чётной стороне:
- № 2 — жилой дом. Здесь жили кинорежиссёр Михаил Швейцер[11], кинооператор Сергей Урусевский[12]
- № 8 — «Дом на Мосфильмовской», многофункциональный жилой комплекс небоскрёбов в Москве, построенный в 2011 году по проекту Сергея Скуратова.
- № 18а — Шатровая церковь Живоначальной Троицы (1644—1645)
- № 32 — жилой дом. Здесь жил литературовед А. М. Зверев[13]
- № 38 — посольство Ливии
- № 44 — посольство Кувейта
- № 46 — посольство Сербии
- № 50 — посольство Малайзии
- № 50, корп. 1 — посольства Никарагуа, Руанды и Боснии и Герцеговины[14]
- № 56 — посольство Германии
- № 60 — посольство Швеции
- № 62 — посольство Венгрии
- № 64 — Комплекс зданий посольства Румынии (1960-е). Проект разработан мастерской Моспроекта-1 — руководитель П. Зиновьев, архитекторы М. Дембовский, Ю. Юров, Р. Фоль. Проект генерального плана комплекса разработан при консультации М. Синявского[15]
- № 66 — посольство Болгарии
- № 72 — посольство КНДР
- № 80 — Войсковая часть № 95006 (находится в ведении ГУСП)

## Транспорт

### Метро
Ближайшие станции метро — «Ломоносовский проспект», «Раменки» и «Минская».

### Железнодорожный транспорт
Ближайшие железнодорожные платформы — Минская и Поклонная.

### Автобус
По улице проходят автобусы:
- 91к: Киевский вкз. - ул. Довженко
- 119: Киевский вкз. - ст.м. "Ломоносовский проспект" - ст.м. "Универистет" - ст.м. "Академическая" - ст.м. "Беляево"
- 394: Киевский вкз. - ст.м. "Раменки" - ст.м. "Университет"
- м17: Киевский вкз. - ст.м. "Ломоносовский проспект" - ст.м. "Раменки" - ст.м. "Мичуринский проспект" - ст.м. "Озёрная"
- с263: Стадион "Лужники" - ст.м. "Раменки"
- т34: ст.м. "Парк Победы" - Киевский вкз. - ст.м. "Университет" - ст.м. "Проспект Вернадского" - ст.м. "Юго-Западная"